# Lista do patrimônio histórico no Amazonas
Essa é uma sub-lista da lista do patrimônio histórico no Brasil para o estado brasileiro do Amazonas.
| Município | Monumento ou obra           | Esfera do tombamento | Uso atual | Ano do tombamento |
| --------- | --------------------------- | -------------------- | --------- | ----------------- |
| Manaus    | Centro Histórico de Manaus  | Federal              | —         | 2012              |
| Manaus    | Mercado Municipal de Manaus | Federal              | —         | 1987              |
| Manaus    | Porto de Manaus             | Federal              | —         | 1987              |
| Manaus    | Reservatório do Mocó        | Federal              | —         | 1985              |
| Manaus    | Teatro Amazonas             | Federal              | —         | 1966              |
| Manaus    | Relógio Municipal de Manaus |                      |           |                   |

Fonte: «Monumentos e Espaços Públicos Tombados em Manaus (Amazonas) pelo IPHAN»

## Ligação externa
«Lista do patrimônio histórico no estado do Amazonas». fonte Wikidata